# Laholm (Gemeinde)
Koordinaten: 56° 30′ N, 13° 2′ O

Laholm ist eine Gemeinde (schwedisch kommun) in der schwedischen Provinz Hallands län und der historischen Provinz Halland. Der Hauptort der Gemeinde ist Laholm.

## Geographie
Geographisch lässt sich die Gemeinde Laholm in drei Abschnitte gliedern:
1. Die Küste im Westen mit umfangreichem Tourismus- und Erholungsangebot. Hier befindet sich in den Orten Mellbystrand und Skummeslövsstrand der mit 12 km längste Sandstrand Schwedens.
2. Die Ebene Laholm mit Feldern und landwirtschaftlichen Betrieben
3. Waldgebiete im Osten und Süden

Rund 28 % (250 km²) der Gemeindefläche sind Ackerflächen.